# USIE
Die Plattform USIE (englisch Unified System for Information Exchange in Incidents and Emergencies) ist eine geschützte Webseite der Internationalen Atomenergie-Organisation (IAEO) und kann von offiziellen Kontaktstellen der Vertragsparteien des Übereinkommens über die frühzeitige Benachrichtigung bei nuklearen Unfällen sowie des Übereinkommens über Hilfeleistung bei nuklearen Unfällen oder radiologischen Notfällen verwendet werden.
Insbesondere dient die Plattform als primärer Kommunikationskanal mit der IAEO für einen schnellen Informationsaustausch bei nuklearen oder radiologischen Notfällen. Die USIE-Plattform erfüllt damit auf der Stufe der IAEO einen ähnlichen Zweck wie das ECURIE-System der Europäischen Union. Darüber hinaus können nationale INES-Officers Informationen über sicherheitsrelevante Ereignisse über USIE austauschen.